# Chen Chao-an
Chen Chao-An (陳昭安S, Chén Zhāo'ānP; 22 giugno 1995) è un calciatore taiwanese, attaccante della Taiwan Power Co. e della nazionale taiwanese.

## Carriera

### Club
Dal 2015 gioca in China League One con l'Hunan Xiangtao.

### Nazionale
Dal 2015 gioca per la Nazionale di Taipei Cinese, con cui ha collezionato 11 presenze e messo a segno una rete.

## Statistiche

### Presenze e reti nei club
Statistiche aggiornate al 21 dicembre 2016.
| Stagione              | Squadra               | Campionato            | Campionato | Campionato | Totale   | Totale |
| Stagione              | Squadra               | Campionato            | Presenze   | Reti       | Presenze | Reti   |
| --------------------- | --------------------- | --------------------- | ---------- | ---------- | -------- | ------ |
| 2015                  | Hunan Xiangtao        | CLO                   | 1          | 0          | 1        | 0      |
| 2016                  | Hunan Xiangtao        | CLO                   | 12         | 0          | 12       | 0      |
| Totale Hunan Xiangtao | Totale Hunan Xiangtao | Totale Hunan Xiangtao | 13         | 0          | 13       | 0      |
| Totale carriera       | Totale carriera       | Totale carriera       | 13         | 0          | 13       | 0      |